# Wilhelm Fechner
Christian Friedrich Wilhelm Fechner (* 30. November 1835 in Sprottau, Schlesien; † 8. April 1909 in Schöneberg) war ein deutscher Porträt- und Genremaler sowie Fotograf.

## Leben
Wilhelm Fechner wurde 1835 in Sprottau geboren, dem heutigen Szprotawa in Niederschlesien. Er absolvierte von 1853 bis 1857 ein Studium an der Berliner Akademie der Künste, u. a. bei August von Kloeber. 1856 und 1862 war er mit seinen teils als Pastell ausgeführten Werken auf den Akademieausstellungen vertreten. Er war danach in Berlin als Porträt- und Genremaler tätig. Er war der Vater und erste Lehrer des Malers Hanns Fechner. Ab Ende der 1860er Jahre verschob sich Fechners künstlerische Tätigkeit auf Porträtmalerei und Fotografie und er führte ein Photographisch artistisches Atelier. Mit dem Umzug in die Potsdamer Straße 134a ab 1884 wurde das Geschäft von seinem Sohn Otto Fechner geführt. Fechner wurde für seine fotografischen Werke mehrfach ausgezeichnet.

## Porträtfotografien (Auswahl)

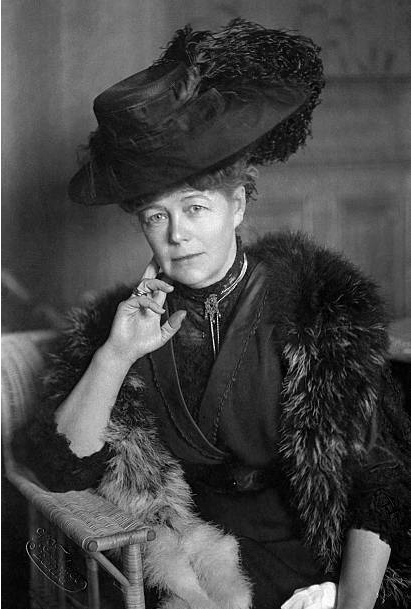
Sophie Koner, 1909
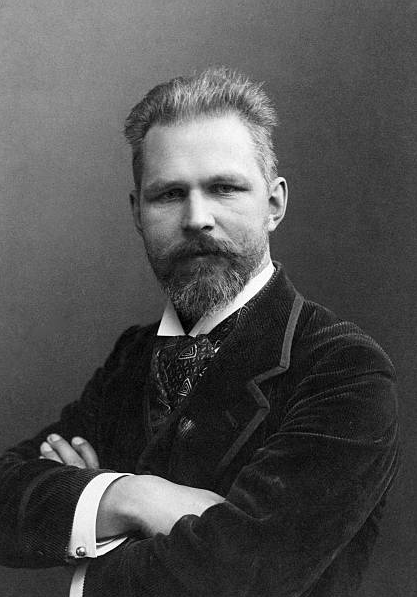
Georg Ludwig Meyn, 1900
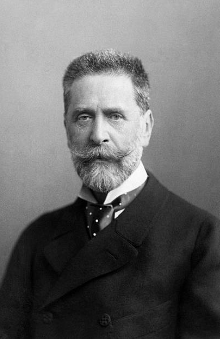
Ludwig Passini, 1899
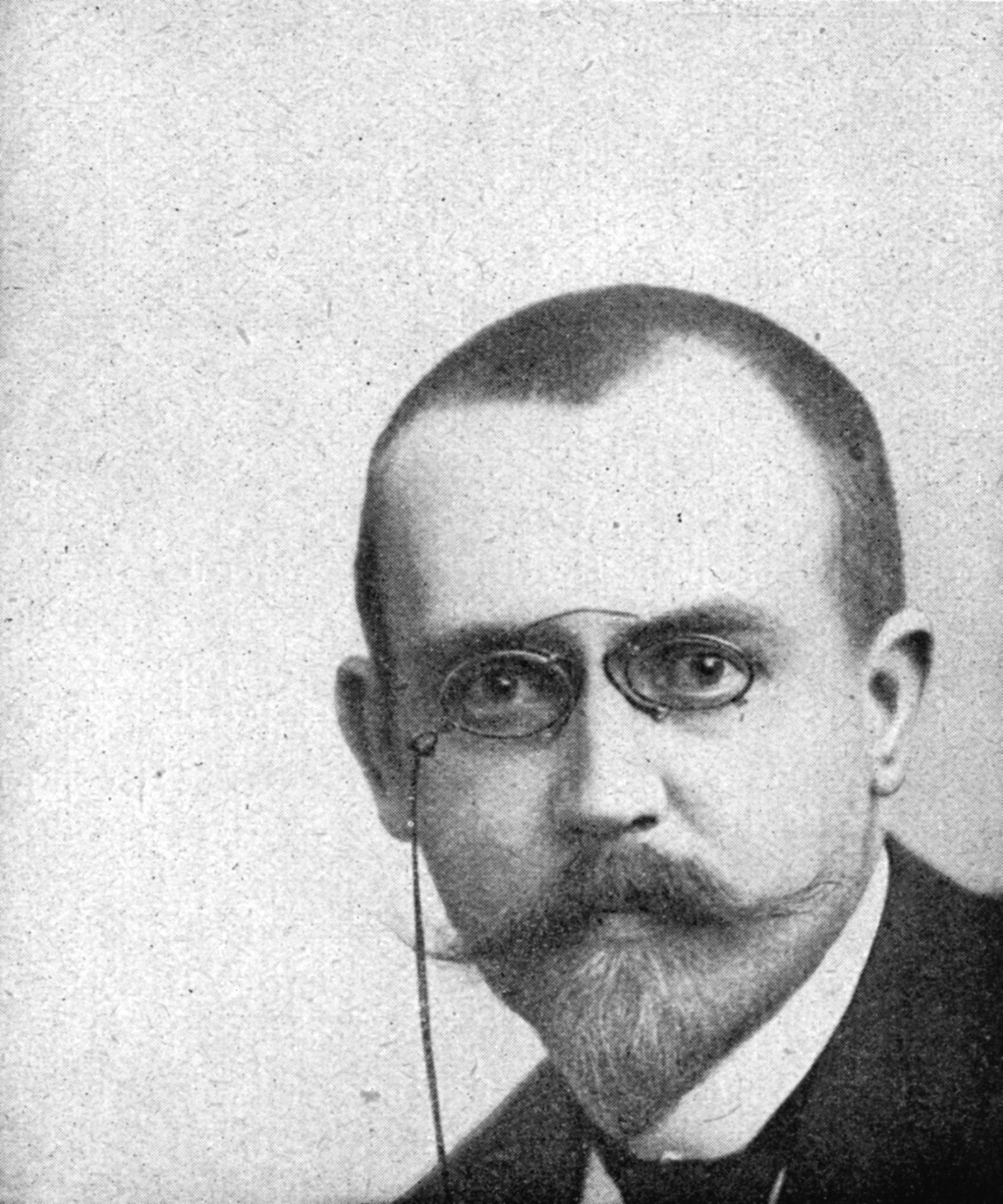
Paul Scheerbart, 1897
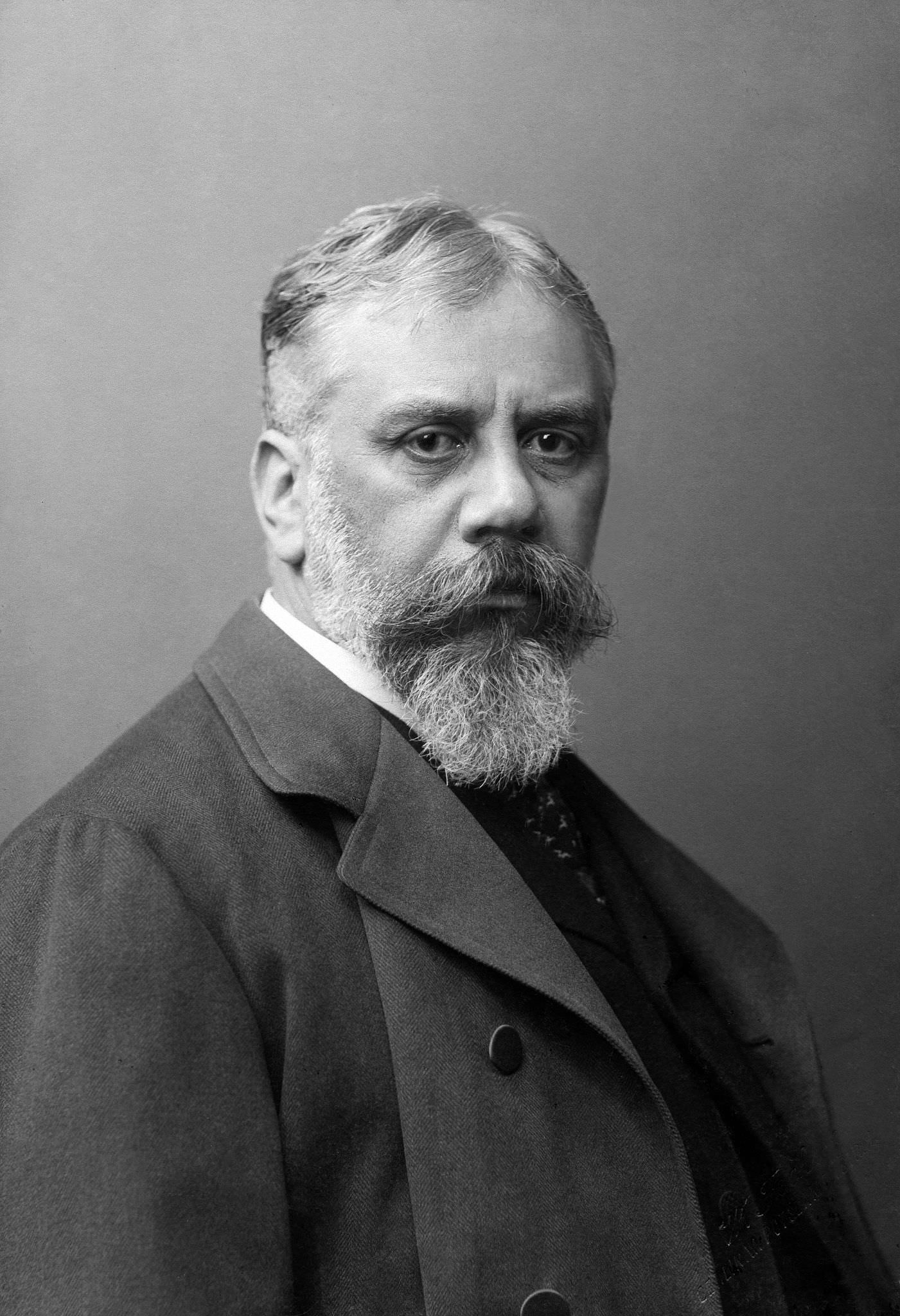
Josef Scheurenberg, ca. 1900
Adolf Streckfuß, 1890
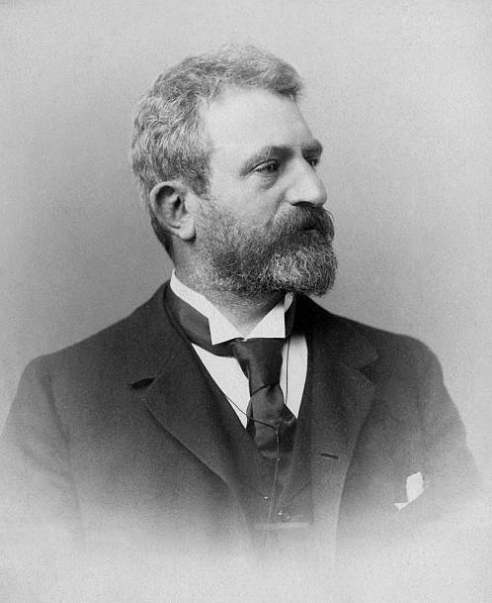
Paul Wallot, 1896
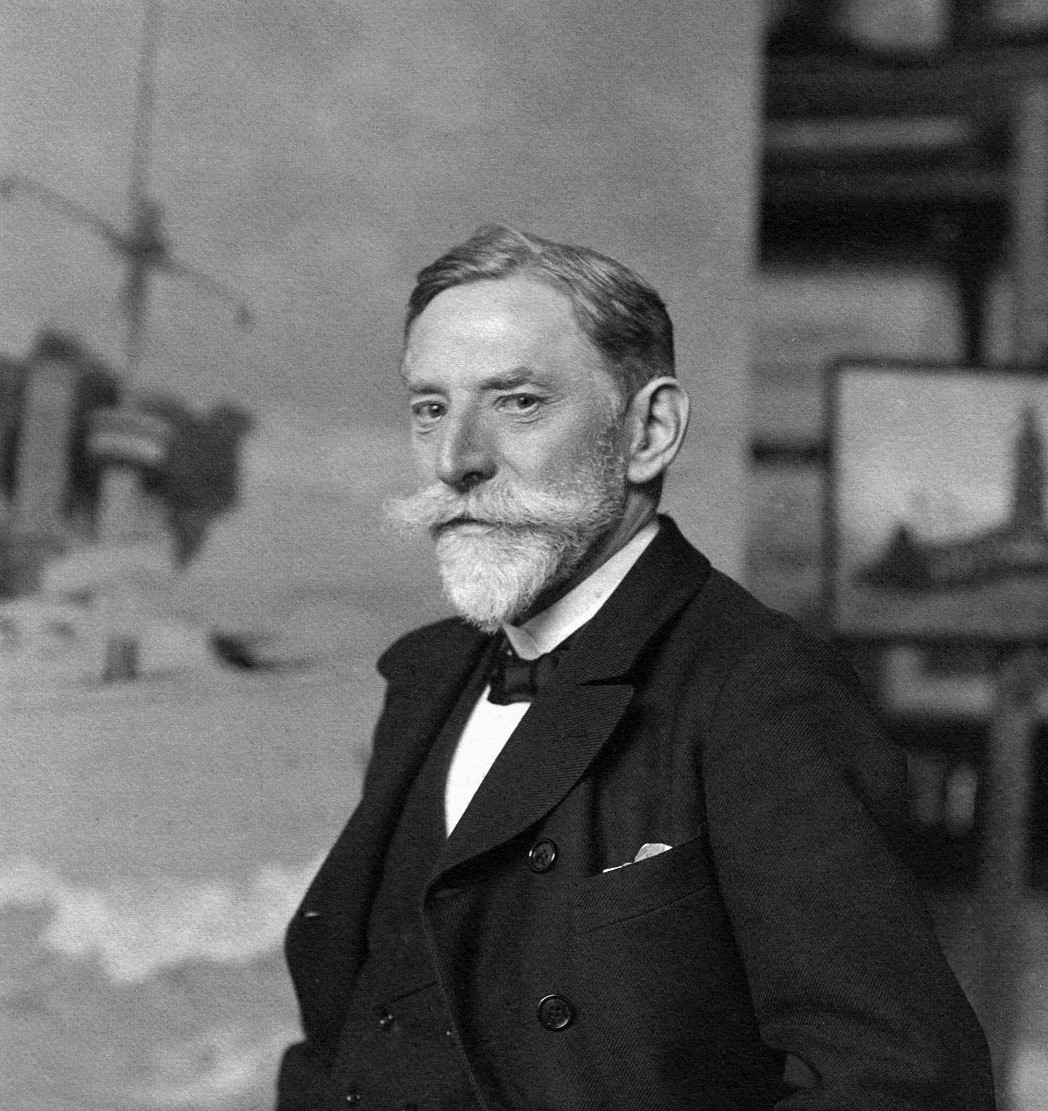
Carl Saltzmann, 1908